# Simon Girty
Simon Girty (14. november 1741 – 18. februar 1818) je bil tolmač in posrednik pri britanskem indijanskem oddelku med ameriško revolucionarno vojno in severozahodno indijansko vojno. On in njegova brata James in George so bili kot otroci ujeti in posvojeni s strani ameriških staroselcev. Po večletnem življenju s Seneki je bil Girty osvobojen in delal kot tolmač in lovec. 
Med revolucionarno vojno je postal razočaran nad Patrioti in leta 1778 je pobegnil v Fort Detroit, kjer so ga najeli kot tolmača za britanski indijanski oddelek, kjer je soldeloval še z neim prebeglim ameriškim patriotom Alexandrom McKeejem. Leta 1780 je Girty spremljal britanske domorodne zaveznike med Birdovo invazijo na Kentucky proti obmejnim naselbinam v Kentuckyju in je bil prisoten pri porazu pri Lochryju leta 1781. Girtyja so obtožili kot sokrivca, ko so Lenapeji po bitki pri Sanduskyju do smrti mučili polkovnika Williama Crawforda, verjetno neupravičeno, saj je celo skušal pomagati, vendar je bil sam v nevarnosti, da bo napaden s strani indijanskih zaveznikov, če bi preveč pritiskal. Simon Girty je imel precejšen vpliv na irokeška plemena Seneca (od katerega je bil kot otrok celo posvojen), Cayuga, Wyandot, Mingo, vendar majhen vpliv na pleme Lenape, pa tudi Shawnee in ostala algonkinska plemena iz Ohio in Illinois teritorija. Nekaj let pred tem je uspel pred podobno usodo rešiti mlajšega znanca iz Dunmorjeve vojne leta 1774, Simona Kentona, kateri je pozneje tudi sam postal slavni mejni pionir in raziskovalec. 
Po pariškem miru iz leta 1783 je še vrsto let služil v britanskem indijanskem oddelku. Girty je bil priča porazu severozahodne konfederacije v bitki pri Fallen Timbers leta 1794. Iz indijanskega oddelka se je upokojil leta 1795 in do svoje smrti leta 1818 živel na zemlji, ki so mu jo dodelili Britanci ob ustju reke Detroit v Zgornji Kanadi.